# GFA League Second Division 1997/98
Die Saison 1997/1998 der GFA League Second Division, der zweithöchsten Spielklasse im gambischen Fußball, wurde 1998 beendet.
Es spielten zehn Mannschaften in einer Hin- und Rückrunde um den Titel, so dass für jede Mannschaft 18 Spiele angesetzt waren. Aus der GFA League First Division sind zuvor die zwei Mannschaften Augustians Bathurst und der Armed Forces Football Club abgestiegen und zur Liga dazu gestoßen. Aus der GFA League Third Division sind die zwei Mannschaften Gamtel Football Club und Old Jeshwang aufgestiegen.
Am Saisonende mussten die beiden Tabellenletzten Dabanani und Fankata in die Third Division absteigen. Aufsteigen in die First Division durften die beiden in der Tabelle führenden Mannschaften Armed Forces Football Club und Sukuta Tigers.
Eine Abschlusstabelle ist nicht belegt.

## Beteiligte Vereine
Alphabetisch sortiert
1. Armed Forces FC
2. Augustians
3. Dabanani
4. Fankata
5. Gamtel FC
6. SK Jaiteh
7. Justice
8. Kaira Silo
9. Old Jeshwang
10. Sukuta Tigers